# Borja Sainz
Borja Sainz Eguskiza (Leioa, 1º febbraio 2001) è un calciatore spagnolo, centrocampista o attaccante del Porto.

## Caratteristiche tecniche
È un esterno sinistro.

## Carriera
Cresciuto nel settore giovanile dell'Alavés, ha esordito in prima squadra il 25 agosto 2019 disputando l'incontro di Liga pareggiato 0-0 contro l'Espanyol.
Nella stagione 2022-2023 ha realizzato 9 reti in 32 presenze nella prima divisione turca con il Giresunspor; a fine stagione si è trasferito al Norwich City, club della seconda divisione inglese.

## Statistiche
Statistiche aggiornate al 4 gennaio 2025.

### Presenze e reti nei club
| Stagione            | Squadra             | Campionato          | Campionato | Campionato | Coppe nazionali | Coppe nazionali | Coppe nazionali | Coppe continentali | Coppe continentali | Coppe continentali | Altre coppe | Altre coppe | Altre coppe | Totale | Totale | Totale |
| Stagione            | Squadra             | Comp                | Pres       | Reti       | Comp            | Pres            | Reti            | Comp               | Pres               | Reti               | Comp        | Pres        | Reti        | Pres   | Reti   |        |
| ------------------- | ------------------- | ------------------- | ---------- | ---------- | --------------- | --------------- | --------------- | ------------------ | ------------------ | ------------------ | ----------- | ----------- | ----------- | ------ | ------ | ------ |
| 2018-2019           | Alavés B            | TD                  | 22         | 5          |                 | -               | -               |                    | -                  | -                  |             | -           | -           | 22     | 5      |        |
| 2019-2020           | Alavés B            | SDB                 | 6          | 1          |                 | -               | -               |                    | -                  | -                  |             | -           | -           | 6      | 1      |        |
| 2019-2020           | Alavés              | PD                  | 19         | 1          | CR              | 1               | 0               |                    | -                  | -                  |             | -           | -           | 20     | 1      |        |
| 2020-2021           | Alavés              | PD                  | 21         | 1          | CR              | 3               | 0               |                    | -                  | -                  |             | -           | -           | 24     | 1      |        |
| Totale Alaves       | Totale Alaves       | Totale Alaves       | 68         | 8          |                 | 4               | 0               |                    | -                  | -                  |             | -           | -           | 72     | 8      |        |
| 2021-2022           | Real Saragozza      | SD                  | 32         | 3          | CR              | 3               | 0               |                    | -                  | -                  |             | -           | -           | 35     | 3      |        |
| 2022-2023           | Giresunspor         | SL                  | 32         | 9          | CT              | 2               | 1               |                    | -                  | -                  |             | -           | -           | 34     | 10     |        |
| 2023-2024           | Norwich City        | FLC                 | 33+2       | 6+0        | FACup+CdL       | 3+1             | 1+1             |                    | -                  | -                  |             | -           | -           | 39     | 8      |        |
| 2024-2025           | Norwich City        | FLC                 | 26         | 15         | FACup+CdL       | 0+2             | 0+1             |                    | -                  | -                  |             | -           | -           | 28     | 16     |        |
| Totale Norwich City | Totale Norwich City | Totale Norwich City | 61         | 21         |                 | 6               | 3               |                    | -                  | -                  |             | -           | -           | 67     | 24     |        |
| Totale carriera     | Totale carriera     | Totale carriera     | 193        | 41         |                 | 15              | 4               |                    | -                  | -                  |             | -           | -           | 208    | 45     |        |